# Caragele
Caragele – wieś w Rumunii, w okręgu Buzău, w gminie Luciu. W 2011 roku liczyła 907 mieszkańców.